# 구글 맵 메이커
구글 맵 메이커(영어: Google Map Maker)는 구글이 2008년 6월에 시작한 구글 지도에서 제공하는 서비스의 범위를 더욱 확장할 수 있도록 디자인된 서비스이다. 대한민국을 포함한 몇몇 국가는 정부에 의해 지도 데이터 반출이 금지되어 있다. 그렇기에 빈 지도를 구글 맵 메이커를 통해 채워나갈 수 있다. 이 프로젝트의 목표는 구글 지도 서비스에 사용할 수 있을 정도의 충분한 고품질 지도 데이터를 얻는 것이다. 구글 맵 메이커는 구글 지도와는 분리된 서비스이며, 변경 사항은 구글 관리자에게 충분한 검토를 받은 후 구글 지도에 적용된다.

## 사용 가능
현재는 아래에 나열된 지역에서만 사용이 가능하지만, 다른 나라에 기여하는 것은 가능하다.
| - 아프가니스탄 - 알바니아 - 알제리 - 아메리칸사모아 - 앙골라 - 앵귈라 - 남극 - 앤티가 바부다 - 아르헨티나 - 아르메니아 - 아루바 - 오스트레일리아 - 오스트리아 - 아제르바이잔 - 바하마 - 바레인 - 방글라데시 - 바베이도스 - 벨라루스 - 벨기에 - 벨리즈 - 베냉 - 버뮤다 - 부탄 - 볼리비아 - 보스니아 헤르체고비나 - 보츠와나 - 부베섬 - 브라질 - 영국령 인도양 지역 - 영국령 버진아일랜드 - 브루나이 - 불가리아 - 부르키나파소 - 부룬디 - 코트디부아르 (상아 해안) - 캄보디아 - 카메룬 - 캐나다 - 카보베르데 - 케이맨 제도 - 중앙아프리카공화국 - 차드 - 칠레 - 크리스마스섬 - 콜롬비아 - 코모로 - 쿡 제도 - 코스타리카 - 크로아티아 - 쿠바 - 키프로스 - 콩고 민주 공화국 - 덴마크 - 지부티 - 도미니카 연방 - 도미니카 공화국 - 에콰도르 - 이집트 - 엘살바도르 - 적도 기니 - 에리트레아 - 에스토니아 - 에티오피아 - 포클랜드 제도 - 페로 제도 - 피지 - 핀란드 - 프랑스 - 프랑스령 기아나 - 프랑스령 폴리네시아 - 프랑스령 남방 및 남극 - 가봉 | - 잠비아 - 조지아 - 독일 - 가나 - 그리스 - 그린란드 - 그레나다 - 과들루프 - 괌 - 과테말라 - 기니 - 기니비사우 - 가이아나 - 아이티 - 허드 맥도널드 제도 - 온두라스 - 헝가리 - 아이슬란드 - 인도 - 이란 - 이라크 - 맨섬 - 이탈리아 - 자메이카 - 저지섬 - 요르단 - 카자흐스탄 - 케냐 - 키리바시 - 코소보 - 쿠웨이트 - 키르기스스탄 - 라오스 - 라트비아 - 레바논 - 레소토 - 라이베리아 - 리비아 - 리투아니아 - 리히텐슈타인 - 룩셈부르크 - 마케도니아 - 마다가스카르 - 말라위 - 말레이시아 - 몰디브 - 말리 - 몰타 - 마셜 제도 - 마르티니크 - 모리타니 - 모리셔스 - 마요테 - 멕시코 - 미크로네시아 - 모르도바 - 모나코 - 몽골 - 몬테네그로 - 몬트세렛 - 모로코 - 모잠비크 - 미얀마 - 나미비아 - 나우루 - 네팔 - 네덜란드 - 네덜란드령 안틸레스 - 뉴칼레도니아 - 뉴질랜드 - 니카라과 - 니제르 - 나이지리아 | - 니우에 - 노퍽섬 - 조선민주주의인민공화국 - 북마리아나 제도 - 노르웨이 - 오만 - 파키스탄 - 팔라우 - 파나마 - 파푸아뉴기니 - 파라과이 - 페루 - 필리핀 - 핏케언 제도 - 폴란드 - 푸에르토리코 - 카타르 - 콩고 공화국 - 레위니옹 - 루마니아 - 르완다 - 세인트헬레나 - 세인트키츠 네비스 - 세인트루시아 - 생피에르 미클롱 - 세인트빈센트 그레나딘 - 사모아 - 산마리노 - 사우디아라비아 - 상투메프린시페 - 세네갈 - 세르비아 - 세이셸 - 시에라리온 - 싱가포르 - 슬로바키아 - 슬로베니아 - 솔로몬 제도 - 소말리아 - 남아프리카 - 사우스조지아 사우스샌드위치 제도 - 스리랑카 - 수단 - 수리남 - 스발바르 제도 - 에스와티니 - 스위스 - 스웨덴 - 시리아 - 타지키스탄 - 탄자니아 - 동티모르 - 토고 - 토켈라우 - 통가 - 트리니다드 토바고 - 투니시아 - 투르크메니스탄 - 터크스 케이커스 제도 - 투발루 - 우간다 - 우크라이나 - 아랍에미리트 - 영국 - 미국 - 우루과이 - 우즈베키스탄 - 바누아투 - 바티칸 - 베네수엘라 - 베트남 - 왈리스 푸투나 - 서사하라 - 예멘 - 잠비아 - 짐바브웨 |

## 대한민국에서의 문제
구글 맵 메이커의 목표는 정부에 의해 표시되지 않은 지역을 채우기 위한 서비스이다. 하지만 대한민국에서는 적용되지 않는다.

## 같이 보기
- 히어 맵 크리에이터
- 오픈스트리트맵
- 위키매피아
- 구글 지도